# 蕾切尔·哈里斯
蕾切尔·哈里斯（英語：Rachel Harris，1979年3月15日—），澳大利亚女子游泳运动员。她曾代表澳大利亚参加1998年英联邦运动会游泳比赛，获得一枚金牌。她也曾参加2000年夏季奥林匹克运动会。